# آي بي كوب
آي بي كوب (بالإنجليزية: ipcop)‏ هي توزيعة لينكس تعمل كجدار ناري، الهدف منها هو تحويل حاسب ذو مواصفات منخفضة إلى جدار ناري سهل الإدارة وعالي الكفاءة وهو خاضع لترخيص جنو للمصادر المفتوحة.
يوجد عدد من الإضافات والملحقات التي من الممكن إضافتها على هذه التوزيعة لزيادة فعاليتها.

## وصلات خارجية
- The IPCop Homepage
- اضافات للتوزيعة
- إضافة لحجب برامج p2p
- إضافة للحماية من الفايروسات والرسائل الدعائية - Copfilter